# Superette

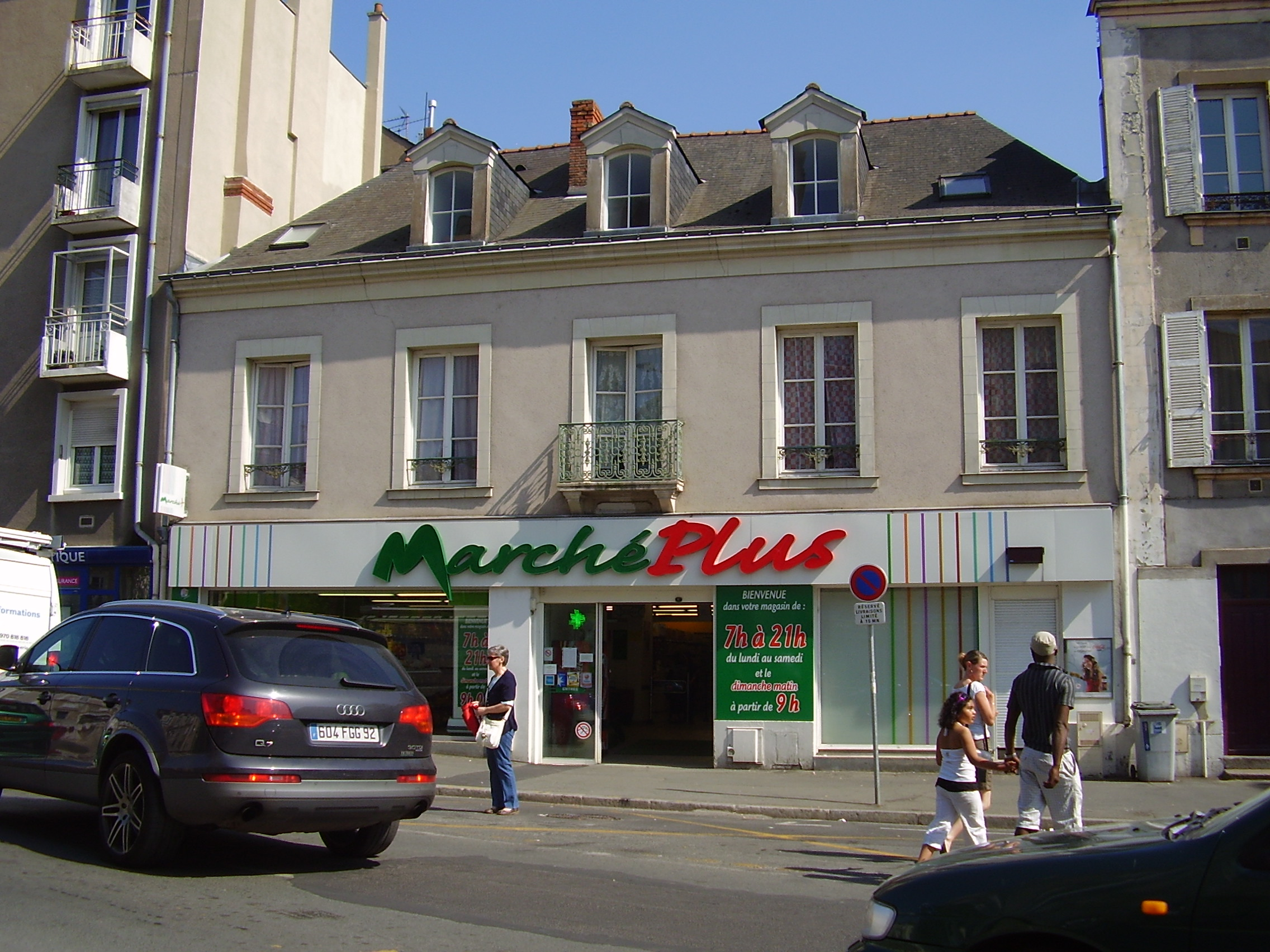
Một địa điểm Marché Plus ở Angers, Pháp

Superette là một tên thay thế cho một " cửa hàng tiện lợi " hoặc "mini-mart" bán thực phẩm nhỏ gọn  được sử dụng ở một số nơi, đặc biệt là ở Hawaii, Thành phố New York, Boston, Minnesota, Newfoundland và Labrador, - và Đảo Bắc của New Zealand.